# Nate Jones
Nate Jones, född den 18 augusti 1972, är en amerikansk boxare som tog OS-brons i tungviktsboxning 1996 i Atlanta. Jones förlorade i semifinalen mot kanadensaren David Defiagbon.